# Anton Gunzinger

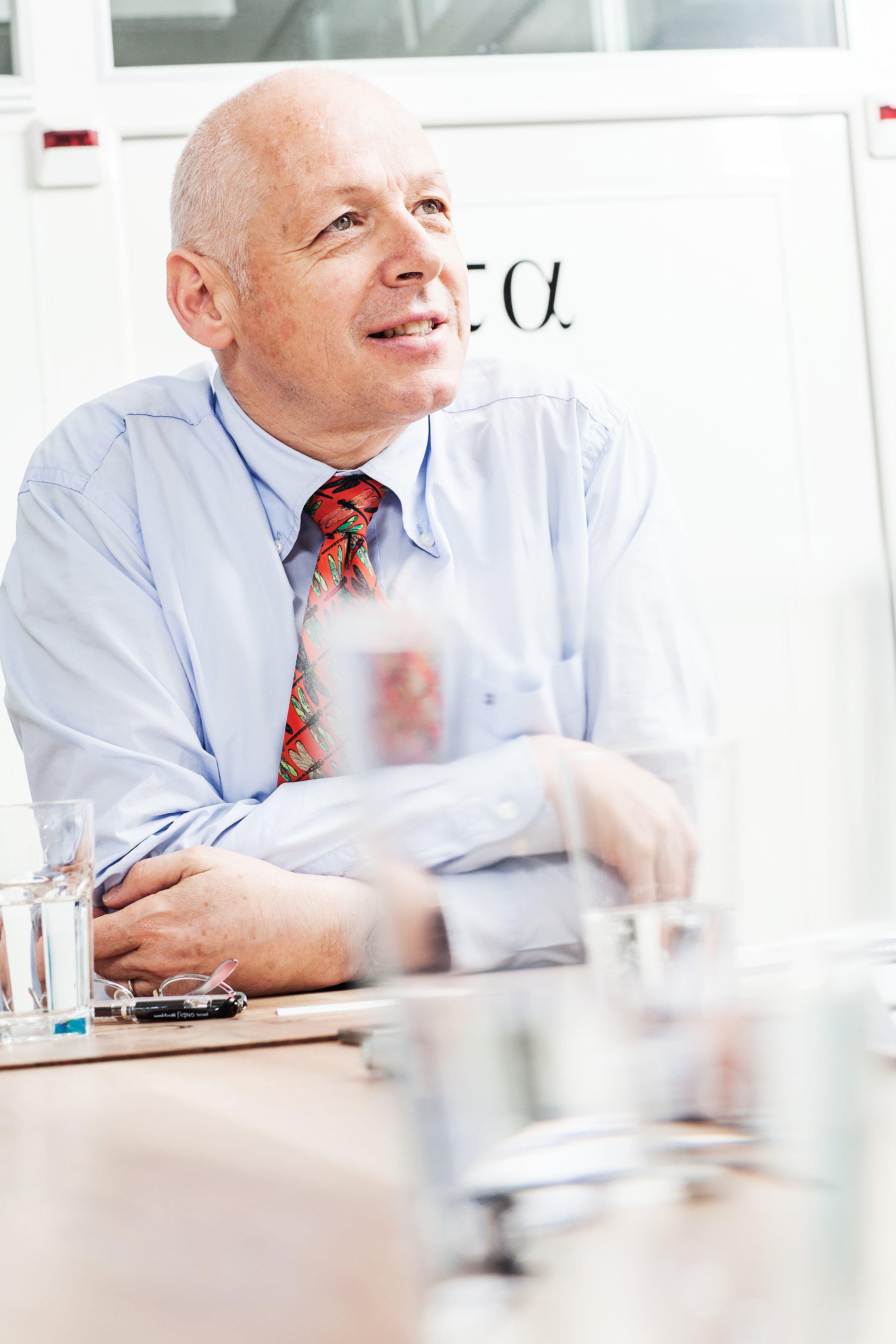
Anton Gunzinger (2014)

Anton Gunzinger (* 8. Mai 1956 in Welschenrohr) ist ein Schweizer Elektroingenieur und Unternehmer. Er war ein Entwickler von Hochleistungsrechnern.

## Leben
Anton Gunzinger machte zuerst eine Lehre als Radioelektriker, gefolgt von der Berufsmittelschule und dem Technikum Biel. Auf dem zweiten Bildungsweg studierte er Elektrotechnik an der ETH Zürich und erhielt 1983 das Diplom als Elektroingenieur. Es folgte eine Assistententätigkeit am Institut für Elektronik bei Walter Guggenbühl und die Ausarbeitung einer Doktorarbeit mit dem Titel Synchroner Datenflussrechner zur Echtzeitbildverarbeitung. Er wurde damit 1989 promoviert.
Gunzinger hat 1990 einen Parallelrechner aus 18 parallel geschalteten Prozessoren vorgestellt: die Synchrone Datenfluss Maschine, kurz Sydama, als Teil eines Systems für die Bildverarbeitung in Echtzeit. Für seine Arbeit an Sydama hat Gunzinger den mit 100'000 Franken dotierten Preis der de Vigier Stiftung zur Förderung von Schweizer Jungunternehmern gewonnen.
Als Oberassistent der ETH Zürich entwickelte er mit seinem Team das MUltiprocessor System with Intelligent Communication (MUSIC-System). Dieses Rechnersystem mit mehreren zusammengeschalteten Prozessoren und einer Leistung von 3,6 Gigaflops (Milliarden Floating Point Operations per Second) zählte zu dieser Zeit zu den leistungsfähigsten Computer weltweit. Mit MUSIC nahm er als Finalist des Gordon Bell Award der AMC und IEEE an der Konferenz Supercomputing 1992 in Minneapolis in Konkurrenz zu den bekanntesten Herstellern von Supercomputern teil, belegte den zweiten Rang hinter Intel und wurde dafür ausgezeichnet. Das Time-Magazine hat Gunzinger deswegen 1994 als einen der 100 kommenden Leaders weltweit gewählt.
Er gründete 1993 zusammen mit einem Betriebswirt das Unternehmen Supercomputing Systems AG im Technopark Zürich mit dem Ziel, kostengünstige Supercomputer zu entwickeln. Auch mehr als 20 Jahre später ist sein Unternehmen noch erfolgreich, wobei seit etwa 1997 kundenspezifische Produkte in unterschiedlichsten Kompetenzbereichen entwickelt werden.
Die ETH Zürich verlieh Gunzinger den Titel eines Professors im Jahr 2002. Er gab dort Vorlesungen über Computerarchitekturen im Departement für Informationstechnologie und Elektrotechnik.
Gunzinger engagiert sich für eine Ausrichtung der Energietechnik ohne Atomkraftwerke und Reduktion der Verwendung fossiler Brennstoffe. Er bedauert den relativ langsamen Fortschritt bei der Umgestaltung der Energieerzeugung entsprechend der Energiestrategie 2050.
Er bezog Stellung zur Bewältigung der COVID-19-Pandemie in der Schweiz: Nach seiner Ansicht wäre ein konsequenter, umfassender Schutz der Risikogruppen (sechs Prozent der Gesamtbevölkerung), insbesondere der über 80-Jährigen ausreichend, um für alle Anderen die Einschränkungen aufzuheben. Gunzinger befürwortete eine Durchseuchung der unter 80-Jährigen, die binnen ein bis zwei Monaten – ohne Überlastung der Spitäler – die Pandemie beenden könnte. Seiner Ansicht nach sei die COVID-19-Pandemie gleich schlimm wie die Grippewelle im Jahr 2015.

## Auszeichnungen
- 1986: Innovationspreis der ETH Zürich
- 1989: Seymour Cray Prize Switzerland
- 1990: Preis der de Vigier Stiftung zur Förderung von Schweizer Jungunternehmern
- 1993: Förderpreis der Stiftung Technopark Zürich
- 2001: Entrepreneur of the year 2001

## Weitere Tätigkeiten
- Präsident des Verwaltungsrats Supercomputing Systems AG (SCS), Zürich
- Verwaltungsrat der Vermögensverwaltungsfirma Forma Futura Invest AG, Zürich

## Veröffentlichungen
- Wer rechnet schneller? In: Franz Betschon et al. (Hrsg.): Ingenieure bauen die Schweiz – Technikgeschichte aus erster Hand. Verlag Neue Zürcher Zeitung, Zürich 2013, S. 458–469, ISBN 978-3-03823-791-4.
- Kraftwerk Schweiz. Plädoyer für eine Energiewende mit Zukunft. Verlag Zytglogge 2015, ISBN 978-3-7296-0888-7.[12]